# Radosa ordinata
Radosa ordinata là một loài bướm đêm trong họ Erebidae.